# New sort of FAREWELL
『new sort of FAREWELL』 (ニュー・ソート・オブ・フェアウェル) は、2005年5月18日に発売されたMUFASのスタジオ・アルバム。

## 収録曲
1. NEW FAREWELL (3:32)
2. WHITE HEAT (4:59)
3. Boy put your guitar down (3:33)
4. I did it once again (4:03)
5. my sparerib (1:38)
6. Baby Baby (3:38)
7. weaponry or flowers (4:04)
8. I'm into you (3:33)
9. FLASH (3:16)
10. YOU MISS OUT My cough (5:12)
11. CLAY WORK (4:38)

## ゲストミュージシャン
- 渡辺等 （ベース）
- 平ヶ倉良枝 （ドラム）
- 會田茂一 （ギター）
- AIR （ギター）
- 飯尾芳史 （ギター）

## その他
- M-1にはPVが存在する。
- ジャケットデザインは河原光のデザイン事務所TLGFが手がけた。